# Ekklesiast
Ekklesiast (Екклесиаст, Kohelet) ist eine 1994 gegründete Melodic-Death-Doom-Band.

## Geschichte
Sänger und Gitarrist Alexander Senin, Bassist Artyom Dolina und Schlagzeuger Alexey Alexandrov gründeten Ekklesiast 1994 in ihrer Heimat Weliki Nowgorod. Nach anfänglicher Stilsuchen entstanden zwischen 1996 und 1997 erste Stücke die die Musiker 1998 als Demoaufnahmen unter dem Titel Прикосновение вьюги (Ein Hauch von Schneesturm) veröffentlichten. Zeitnah trat die Gruppe regional auf und veröffentlichte ein Live-Album. Zur Aufnahme eines zweiten Demos nutzen die Musiker das sozial Netz lokaler Musiker. Die Gruppe lieh Equipment und nutzte Räumlichkeiten wie Material der Institution Staatliche Jaroslaw-der-Weise-Universität Nowgorod. Die Magnetbandaufnahmen wurden von den Musikern in Heimarbeit digitalisiert und ab dem Jahr 2001 in kleiner Auflage unter dem Titel …Когда мёртвые ветви воспрянут от снов (… wenn die toten Zweige aus ihrem Schlummer erwachen) durch einen lokalen Plattenladen vertrieben. Das Demo wurde für Doom-Metal.com von Matt Zuchowski als wenig originell, aber dennoch hochwertig besprochen.
Als Durchbruch der Band galt die Veröffentlichung ihres Debüts Холод (Holod, Kälte) über das damals junge und aufstrebende russische Death- und Funeral-Doom-Label Solitude Productions. Das Album wurde zwischen Mai und Dezember des Jahres 2003 im Tone Studio mit Ferki Vidishiqi als neuer Schlagzeuger eingespielt. Den Großteil der Aufnahmen absolvierten die Musiker im Sommer des Jahres. Es war das erste Mal, dass die Musiker mit professioneller Tonstudiotechnik arbeiteten. Der Bassist Dolina übernahm dabei die Aufnahmeleitung. Solitude Productions veröffentlichte Холод am 18. Dezember 2005 veröffentlicht. Der Genrechronist und Musikjournalist Aleksey Evdokimov mutmaßte in seinem Doom Metal Lexicanum II, dass Band und Label von der Kooperation nachhaltig profitierten. In Rezensionen zum Album wurde Холод als „originell und interessant“ gelobt. Insbesondere die Vielfalt mit der die Gruppe ihren Stil erweiterte gebe der Musik Mehrwert gegenüber dem zweiten Demo schrieb Zuchowski für Doom-Metal.com. Für das gleiche Webzine besprach auch Kostas Panagiotou Холод und sah darin ein „ein gut ausgearbeitetes, ausgewogenes Werk,“ das es verdiene von Fans der Gruppen My Dying Bride, Katatonia und Anathema, „gehört zu werden“. Laut Evdokimov blieb die Bedeutung die Ekklesiast mit Холод hinterließ schwer einschätzbar. Rezensionen zum Album wurden nur wenige verfasst und dennoch habe das Album einen bemerkbaren Eindruck hinterlassen.
Nach dem Erfolg von Холод entschieden die Band und das Label, dass Ekklesiast das bestehende Material der beiden Demoaufnahmen erneut einspielen sollte. Entsprechend wurde …Когда мёртвые ветви воспрянут от снов zwischen 2007 und 2008 mit Stücken beider Demos sowie einem Titel den die Band auf ihrem Live-Album präsentiert hatte im Tone Studio erneut aufgenommen. Zu den Aufnahmen kehrte Alexey Alexandrov in die Band zurück und brachte sich erneut als Schlagzeuger ein. Solitude Productions veröffentlichte …Когда мёртвые ветви воспрянут от снов am 15. September 2008 als zweites Studioalbum der Band. Die Kritiken variierten von der Beurteilung als ein „wirklich gelungenes Album einer interessanten Band, deren Werdegang man im Auge behalten sollte“ zu jener als generische Veröffentlichung, die „nicht schlecht“ sei, jedoch auch „nicht gut genug, um sie zu empfehlen.“ Nach der Veröffentlichung kündigte die Band weitere Aufnahmen an, die fortan jedoch ausblieben. Evdokimov mutmaßte 2021, in Ermangelung einer offiziellen Auflösung, dass sich die Band seither in einer Warteschleife befände.

## Inhalt und Stil
Die Gruppe gilt als christliche Death-Doom-Band. Alexander Senin bestätigt die eigene strenge Religiosität negiert aber missionarische oder lobpreisende Liedtexte. Die exklusiv russisch vorgetragenen Liedtexte der Band seien als subjektive Wahrnehmung des Musikers zu verstehen und befassten sich mit inneren und äußeren Gegebenheiten aus dem Leben der Musiker. Auf den christlichen Glauben verweise lediglich der Bandname. Die Musik gilt als schwerer und melodiöser Death Doom. „Langsame, melancholische Musik mit gegrunztem Gesang und dem Einsatz von Keyboards für die Atmosphäre“. Harmonische und melancholische Läufe der Leadgitarre, akustische Intermezzi und ein ausbalancierter Wechselgesang der Klargesang einer männlichen und einer weiblichen Stimme ebenso beinhalte wie Sprechen und tiefes Growling.

„One could say a lot about this band, but all you really need to know is that they play excellent straight-forward Death/Doom.“

„Man könnte viel über diese Band sagen, aber alles, was man wirklich wissen muss, ist, dass sie exzellenten, geradlinigen Death Doom spielt.“

## Diskografie
- 1998: Прикосновение вьюги (Demo, Selbstverlag)
- 1999: Забвение. Live 1998-99 (Live-Album, Selbstverlag)
- 2001: …Когда мёртвые ветви воспрянут от снов (Demo, Selbstverlag)
- 2005: Холод (Album, Solitude Productions)
- 2008: …Когда мёртвые ветви воспрянут от снов  (Album, Solitude Productions)